# Сиръю
Сиръю (устар. Сир-Ю) — река в Приуральском районе Ямало-Ненецкого АО. Исток находится с западной стороны озера Яенато, устье — в 350 км по левому берегу реки Щучья. Длина реки 32 км.

## Данные водного реестра
По данным государственного водного реестра России относится к Нижнеобскому бассейновому округу, водохозяйственный участок реки — Обь от города Салехард и до устья, речной подбассейн реки — бассейны притоков Оби ниже впадения Северной Сосьвы. Речной бассейн реки — (Нижняя) Обь от впадения Иртыша.